# Bobby Almond
Robert Ronald Almond (ur. 16 kwietnia 1951 w Londynie) – nowozelandzki piłkarz, reprezentant kraju.

## Kariera klubowa
Almond urodził się w Londynie. Jako junior szkolił się w londyńskich drużynach Leyton Orient i Tottenham Hotspur. W 1973 wyemigrował do Nowej Zelandii. Od 1976 grał w zespole Christchurch United. Już w pierwszym sezonie w barwach ekipy z Christchurch zdobył Puchar Chatham Cup.
W 1978 osiągnął największy sukces w karierze klubowej, zdobywając mistrzostwo New Zealand National Soccer League. W 1982 zaliczył krótki epizod w Invercargill Thistle. Następnie powrócił do Christchurch United, w którym występował do 1986. Przez 10 lat gry dla tej drużyny zagrał w 175 spotkaniach, w których strzelił jedną bramkę. W 1986 zakończył karierę piłkarską.
| Sezon | Klub                 | Kraj          | Rozgrywki                          | Mecze | Bramki |
| ----- | -------------------- | ------------- | ---------------------------------- | ----- | ------ |
| 1976  | Christchurch United  | Nowa Zelandia | New Zealand National Soccer League | 6     | 0      |
| 1977  | Christchurch United  | Nowa Zelandia | New Zealand National Soccer League | 22    | 0      |
| 1978  | Christchurch United  | Nowa Zelandia | New Zealand National Soccer League | 22    | 0      |
| 1979  | Christchurch United  | Nowa Zelandia | New Zealand National Soccer League | 19    | 0      |
| 1980  | Christchurch United  | Nowa Zelandia | New Zealand National Soccer League | 15    | 0      |
| 1981  | Christchurch United  | Nowa Zelandia | New Zealand National Soccer League | 13    | 1      |
| 1982  | Invercargill Thistle | Nowa Zelandia | New Zealand National Soccer League | 11    | 0      |
| 1983  | Christchurch United  | Nowa Zelandia | New Zealand National Soccer League | 21    | 0      |
| 1984  | Christchurch United  | Nowa Zelandia | New Zealand National Soccer League | 19    | 0      |
| 1985  | Christchurch United  | Nowa Zelandia | New Zealand National Soccer League | 22    | 0      |
| 1986  | Christchurch United  | Nowa Zelandia | New Zealand National Soccer League | 16    | 0      |

## Kariera reprezentacyjna
Almond w pierwszej reprezentacji zadebiutował 13 czerwca 1979 w meczu przeciwko reprezentacji Australii, wygranym 1:0. W 1980 był członkiem kadry Nowej Zelandii na Puchar Narodów Oceanii. Podczas turnieju zagrał w trzech spotkaniach z Tahiti, Fidżi i Wyspami Salomona.
Podczas eliminacji do Mundialu 1982 zagrał w 15 spotkaniach, przyczyniając się do awansu Nowej Zelandii na turniej finałowy. W 1982 został powołany przez trenera Johna Adsheada na Mistrzostwa Świata 1982, gdzie reprezentacja Nowej Zelandii odpadła w fazie grupowej. Almond zagrał w dwóch spotkaniach ze Szkocją i Brazylią. Mecz z Brazylią był jego ostatnim w drużynie narodowej. Łącznie Bobby Almond w latach 1979–1982 wystąpił w 28 spotkaniach reprezentacji Nowej Zelandii.
| Mecze i gole w reprezentacji | Mecze i gole w reprezentacji | Mecze i gole w reprezentacji | Mecze i gole w reprezentacji | Mecze i gole w reprezentacji | Mecze i gole w reprezentacji | Mecze i gole w reprezentacji |
| #                            | Data                         | Miasto                       | Przeciwnik                   | Gol                          | Wynik                        | Rozgrywki                    |
| ---------------------------- | ---------------------------- | ---------------------------- | ---------------------------- | ---------------------------- | ---------------------------- | ---------------------------- |
| 1.                           | 13.06.1979                   | Auckland                     | Australia                    |                              | 1:0                          | towarzyski                   |
| 2.                           | 26.07.1979                   | Numea                        | Nowa Kaledonia               |                              | 2:0                          | towarzyski                   |
| 3.                           | 03.10.1979                   | Manama                       | Bahrajn                      |                              | 2:0                          | towarzyski                   |
| 4.                           | 08.10.1979                   | Manama                       | Bahrajn                      |                              | 2:1                          | towarzyski                   |
| 5.                           | 19.02.1980                   | Suva                         | Fidżi                        |                              | 1:1                          | towarzyski                   |
| 6.                           | 21.02.1980                   | Lautoka                      | Fidżi                        |                              | 2:0                          | towarzyski                   |
| 7.                           | 25.02.1980                   | Numea                        | Tahiti                       |                              | 1:3                          | Puchar Narodów Oceanii 1980  |
| 8.                           | 27.02.1980                   | Numea                        | Fidżi                        |                              | 0:4                          | Puchar Narodów Oceanii 1980  |
| 9.                           | 29.02.1980                   | Numea                        | Wyspy Salomona               |                              | 6:1                          | Puchar Narodów Oceanii 1980  |
| 10.                          | 25.04.1981                   | Auckland                     | Australia                    |                              | 3:3                          | El. MŚ 1982                  |
| 11.                          | 03.05.1981                   | Ba                           | Fidżi                        |                              | 4:0                          | El. MŚ 1982                  |
| 12.                          | 07.05.1981                   | Tajpej                       | Chińskie Tajpej              |                              | 0:0                          | El. MŚ 1982                  |
| 13.                          | 11.05.1981                   | Dżakarta                     | Indonezja                    |                              | 2:0                          | El. MŚ 1982                  |
| 14.                          | 16.05.1981                   | Sydney                       | Australia                    |                              | 2:0                          | El. MŚ 1982                  |
| 15.                          | 23.05.1981                   | Auckland                     | Indonezja                    |                              | 5:0                          | El. MŚ 1982                  |
| 16.                          | 30.05.1981                   | Auckland                     | Chińskie Tajpej              |                              | 2:0                          | El. MŚ 1982                  |
| 17.                          | 16.08.1981                   | Auckland                     | Fidżi                        |                              | 13:0                         | El. MŚ 1982                  |
| 18.                          | 24.09.1981                   | Pekin                        | Chiny                        |                              | 0:0                          | El. MŚ 1982                  |
| 19.                          | 03.10.1981                   | Auckland                     | Chiny                        |                              | 1:0                          | El. MŚ 1982                  |
| 20.                          | 10.10.1981                   | Auckland                     | Kuwejt                       |                              | 1:2                          | El. MŚ 1982                  |
| 21.                          | 28.11.1981                   | Auckland                     | Arabia Saudyjska             |                              | 2:2                          | El. MŚ 1982                  |
| 22.                          | 14.12.1981                   | Kuwejt                       | Kuwejt                       |                              | 2:2                          | El. MŚ 1982                  |
| 23.                          | 19.12.1981                   | Rijad                        | Arabia Saudyjska             |                              | 5:0                          | El. MŚ 1982                  |
| 24.                          | 10.01.1982                   | Singapur                     | Chiny                        |                              | 2:1                          | El. MŚ 1982                  |
| 25.                          | 11.02.1982                   | Auckland                     | Węgry                        |                              | 1:2                          | towarzyski                   |
| 26.                          | 14.02.1982                   | Christchurch                 | Węgry                        |                              | 1:2                          | towarzyski                   |
| 27.                          | 15.06.1982                   | Malaga                       | Szkocja                      |                              | 2:5                          | MŚ 1982                      |
| 28.                          | 23.06.1982                   | Sewilla                      | Brazylia                     |                              | 0:4                          | MŚ 1982                      |

## Sukcesy
Christchurch United
- New Zealand National Soccer League (1): 1978
- Puchar Chatham Cup (1): 1976